# Haliophis
Haliophis is een geslacht van straalvinnige vissen uit de familie van dwergzeebaarzen (Pseudochromidae). Het geslacht is voor het eerst wetenschappelijk beschreven in 1829 door Rueppell.

## Soorten
- Haliophis aethiopus Winterbottom, 1985
- Haliophis diademus Winterbottom & Randall, 1994
- Haliophis guttatus (Forsskål, 1775)